# С любов, Саймън
„С любов, Саймън“ (на английски: Love, Simon) е американска романтична комедия от 2018 г., режисиран от Грег Берланти, по сценарий на Айзък Аптакер и Елизабет Бергър, и базиран на романа Саймън срещу програмата на хомо сапиенс (Simon vs. the Homo Sapiens Agenda) от Беки Албъртали. Във филма участват Ник Робинсън, Джош Дъмел и Дженифър Гарнър. Историята е съсредоточена върху Саймън Спиър, гей момче, което трябва да се справи с изнудващия си съученик, който заплашва да пусне имейлите му онлайн.
Това е първият филм от голямо Холивудско студио, който е фокусиран над гей тийнейджърска романтика.

## Сюжет
Саймън Спиър е момче, за което никой не знае, че е гей. Той живее в предградие на Атланта, Джорджия, САЩ. Той има близко и любящо семейство: родители Емили и Джак, и сестра Нора; както и трима най-добри приятели: Ник и Лия, които познава по-голямата част от живота си и новодошлата Аби.
Един ден Лия уведомява Саймън за онлайн изповедта на прикрит гей ученик от гимназията, известен само с псевдонима „Blue“. Саймън започва да общува с Blue по имейл, използвайки псевдонима Jaques (Жак). Двамата си доверяват лични неща и образуват връзка. Въпреки това, техните имейли случайно са открити от друг ученик, Мартин, който е увлечен от Аби. След като научава тайната му, Мартин изнудва Саймън, като го заплаши, че ще публикува имейлите му онлайн, освен ако не се съгласи да му помогне да спечели Аби.

## Актьори
- Ник Робинсън в ролята на Саймън Спиър.
- Брайсън Питс в ролята на 10-годишния Саймън Спиър.
- Най Рейнолдс в ролята на 5-годишния Саймън Спиър.
- Джош Дъмел в ролята на Джак Спиър, бащата на Саймън.
- Дженифър Гарнър в ролята на Емили Спиър, майката на Саймън.
- Кетърин Лангфорд в ролята на Лиа Бърк, един от най-добрите приятели на Саймън.
- Александра Шип в ролята на Аби Сусо, един от най-добрите приятели на Саймън.
- Джордж Лондерборг в ролята на Ник, един от най-добрите приятели на Саймън.
- Кейнън Лонсдейл в ролята на Брам Гринфелд, един от съучениците на Саймън.
- Маилс Хейзер в ролята на Кал Прайс, един от съучениците на Саймън.
- Логън Милър в ролята на Мартин Адисън, един от съучениците на Саймън, който го изнудва.
- Tони Хейл в ролята на г-н Уърт, неловкия зам.-директор в училището на Саймън.

## Продукция

### Снимки
Снимките на филма започват на 6 март 2017 г. в Атланта, Джорджия и приключват на 23 април 2017 г., два дни по-рано от планираното, усилие на режисьора Грег Берланти да намали цената на саундтрака на филма.
По време на снимките името на филма все още е не е известно. Студиото е категорично, че не може да се използва името на романа, защото е твърде дълго. Известно време след приключването на снимките са избрали името на филма.
Историята в романа, по който е филмът, се развива в същото място, където е сниман филмът – Атланта, което предава реалистичност. Допълнително, при снимките на филма екипът е включил възможно най-много местни и уникални бизнеси като кафенето „Dancing Goats“ и „Waffle House“. За фестивал сцените е избран паркът „Norcross“ и фестивалът „Lillian Webb“. За сцените в училището са използвани три различни училища.
Беки Албъртали, авторката на романа, по който е филмът, заедно с Дъг Армстронг се виждат във филма като ученици.

### Премахнати сцени от филма
Някои заснети сцени не присъстват във филма по преценка на режисьора и други от екипа на филма. Публикувани са като допълнителен материал в Blu-Ray на филма.
Една от тях включва разговор между Саймън и Аби за Ник, където Аби разпитва за Ник и става ясно, че Аби има интерес към Ник. Защото Мартин го изнудва, Саймън ѝ казва лъжи за миналото на Ник, за да не се съберат заедно.
Друга премахната сцена е гей барът. След като Мартин разкрива Саймън и публикува имейлите му, Ник идва при Саймън, и без той да знае, го води на гей бар. Там Саймън среща някого, но бързо след това са изгонени, защото са под 21 г. Когато Саймън се връща у дома от бара, възниква конфликт между него и майка му.

### Костюмография
Режисьорът Грег Берланти е избрал Ерик Даман за дизайн на костюмите и облеклото за филма.
Саймън е представен в началото с по-безгрижно облекло с ярки цветове и по-светли тонове. Когато се влюбва цветовете стават още по-ярки. Но когато Мартин започва да го изнудва, цветовете стават по-зловещи и тъмни, почти меланхолични.
Лия е в рокли през целия филм. Когато стане напечено е в черна пола – по-тъмен и по-предизвикващ вид.
Аби е от скоро при тях и има различим стил, по градски. Малко по-атлетичен и малко по-марков.

### Музика
Музиката е значима част от всеки филм, затова песните и саундтракът винаги са важна част от продукцията. Изпълнителен музикален продуцент е певеца, писател на песни, музикант и продуцент Джак Антоноф.
Саундтракът на филма включва песни от Джак Антоноф, Трой Сиван, Karen Marie Ørsted и други, който допринесоха с нова песен за филма.

## Премиера

### Кино
Филмът дебютира на филмовия фестивал Марди Грас на 27 февруари 2018 г. и е пуснат по световните кина от 16 март същата година. Критиците хвалят филма за неговото „великодушие, разнообразен и талантлив акьорски състав, и поставянето на нова норма“, описвайки го като „нежен, сладък, трогателен, забавен, добросърдечен и жизнерадостен“, а някои ревюта го сравняват с романтичните комедии от Джон Хюз.
Малко след премиерата на филма, знаменитости като Дженифър Гарнър, Кристен Бел, Нийл Патрик Харис, Джоуи Грацефа, Роби Роджърс, Мат Бомер и още много други, закупуват кино салони, за да предложат безплатно излъчване на филма, защото искат да разпространят важното съобщение на филма.

### Домашна мултимедиа
Филмът става достъпен за предварителна поръчка на 17 януари 2018 г. Наличен от 29 май 2018 г. за стрийминг и други дигитални услуги, а на 4K Blu-Ray, Blu-Ray и DVD от 12 юни 2018 г.

### В България
Филмът не получава премиера в България, Турция и някои други европейски държави.
От 17 февруари 2019 г. филмът е наличен в HBO GO България и излъчен по HBO.

## Отзиви

### Приходи
Приходите от филма са 40,8 млн. долара от САЩ и Канада, заедно с 25.6 млн. от останалата част на света. Общо 66.3 млн. приход срещу 10 – 17 млн. бюджет на филма. Това го прави 15-ия най-печеливш тийнейджърски романтичен филм от 1980 г. и трети от 20th Century Fox след „Вината в нашите звезди“ (2014) и „Ромео и Жулиета“ (1996).

### Отзиви от критици
„С любов, Саймън“ има рейтинг от 91% в „Rotten Tomatoes“ и резултат 72 от 100 в Metacritic въз основа на 38 критици. CinemaScore оценява филма с A+ по скалата А+ до F, което го прави един от 80-те филма в историята, които получават най-високият резултат.
Беки Албъртали, авторката на романа по който е филма, гледа предварителна версия на филма и го хвали като казва: „Филмът е забавен и съвременен, и вечен, и очарователен, и откровен, и болезнен, и много романтичен. Казва точно това, което исках романа да покаже.“

## Саундтрак
Саундтракът на филма съдържа музика от Джак Антоноф, Трой Сиван, Karen Marie Ørsted, Amy Shark, Brenton Wood, The 1975, Нормани Кордей и Калид и други.
Саундтракът е наличен в деня на премиерата на филма – 16 март 2018 г. Първата налична песен от саундтрака е „Alfie's Song (Not So Typical Love Song)“ от 16 януари 2018 г., под формата на сингъл. Малко след това, на 14 февруари 2018 г. е пуснат вторият сънгъл „Love Lies“.
| Списък с песните на Love, Simon (Original Motion Picture Soundtrack) | Списък с песните на Love, Simon (Original Motion Picture Soundtrack) | Списък с песните на Love, Simon (Original Motion Picture Soundtrack) | Списък с песните на Love, Simon (Original Motion Picture Soundtrack) | Списък с песните на Love, Simon (Original Motion Picture Soundtrack) | Списък с песните на Love, Simon (Original Motion Picture Soundtrack) | Списък с песните на Love, Simon (Original Motion Picture Soundtrack) | Списък с песните на Love, Simon (Original Motion Picture Soundtrack) | Списък с песните на Love, Simon (Original Motion Picture Soundtrack) | Списък с песните на Love, Simon (Original Motion Picture Soundtrack) |
| №                                                                    | Име                                                                  | Време                                                                |                                                                      |                                                                      |                                                                      |                                                                      |                                                                      |                                                                      |                                                                      |
| -------------------------------------------------------------------- | -------------------------------------------------------------------- | -------------------------------------------------------------------- | -------------------------------------------------------------------- | -------------------------------------------------------------------- | -------------------------------------------------------------------- | -------------------------------------------------------------------- | -------------------------------------------------------------------- | -------------------------------------------------------------------- | -------------------------------------------------------------------- |
| 1.                                                                   | Alfie's Song (Not So Typical Love Song) (Bleachers)                  | 3:01                                                                 |                                                                      |                                                                      |                                                                      |                                                                      |                                                                      |                                                                      |                                                                      |
| 2.                                                                   | Rollercoaster (Bleachers)                                            | 3:12                                                                 |                                                                      |                                                                      |                                                                      |                                                                      |                                                                      |                                                                      |                                                                      |
| 3.                                                                   | Never Fall in Love (Джак Антоноф, MØ)                                |                                                                      |                                                                      |                                                                      |                                                                      |                                                                      |                                                                      |                                                                      |                                                                      |
| 4.                                                                   | Strawberries & Cigarettes (Трой Сиван)                               | 3:21                                                                 |                                                                      |                                                                      |                                                                      |                                                                      |                                                                      |                                                                      |                                                                      |
| 5.                                                                   | Sink In (Amy Shark)                                                  | 4:35                                                                 |                                                                      |                                                                      |                                                                      |                                                                      |                                                                      |                                                                      |                                                                      |
| 6.                                                                   | Love Lies (Khalid and Normani)                                       | 3:23                                                                 |                                                                      |                                                                      |                                                                      |                                                                      |                                                                      |                                                                      |                                                                      |
| 7.                                                                   | The Oogum Boogum Song (Брентън Ууд)                                  | 3:07                                                                 |                                                                      |                                                                      |                                                                      |                                                                      |                                                                      |                                                                      |                                                                      |
| 8.                                                                   | Love Me (The 1975)                                                   | 3:42                                                                 |                                                                      |                                                                      |                                                                      |                                                                      |                                                                      |                                                                      |                                                                      |
| 9.                                                                   | I Wanna Dance with Somebody (Who Loves Me) (Уитни Хюстън)            | 4:50                                                                 |                                                                      |                                                                      |                                                                      |                                                                      |                                                                      |                                                                      |                                                                      |
| 10.                                                                  | Someday at Christmas (Jackson 5)                                     | 2:44                                                                 |                                                                      |                                                                      |                                                                      |                                                                      |                                                                      |                                                                      |                                                                      |
| 11.                                                                  | Wings (Haerts)                                                       | 4:58                                                                 |                                                                      |                                                                      |                                                                      |                                                                      |                                                                      |                                                                      |                                                                      |
| 12.                                                                  | Keeping a Secret (Bleachers)                                         | 3:25                                                                 |                                                                      |                                                                      |                                                                      |                                                                      |                                                                      |                                                                      |                                                                      |
| 13.                                                                  | Wild Heart (Bleachers)                                               | 3:21                                                                 |                                                                      |                                                                      |                                                                      |                                                                      |                                                                      |                                                                      |                                                                      |
| 47:24                                                                |                                                                      |                                                                      |                                                                      |                                                                      |                                                                      |                                                                      |                                                                      |                                                                      |                                                                      |

### Класация
| Класация (2018)             | Позиция |
| --------------------------- | ------- |
| Australian Albums (ARIA)    | 82      |
| Canadian Albums (Billboard) | 24      |
| US Billboard 200            | 37      |

## Продължение
На 11 април 2019 г. е съобщено, че ще има сериал по филма, който ще е наличен в новата стрийминг услуга Disney+. Актьорите от филма няма да участват, а също и режисьора, но ще е със същите сценаристи. Малко след това е уточнено, че няма да е адаптация на Leah on the Offbeat, а нова история с нови герои, представена в същата обстановка. Снимките са предвидени да започнат през август 2019 г., а премиерата на сериала през 2020.

През февруари 2020 г. сериалът получава името „С любов, Виктор“ и е съобщено, че премиерата е насрочена за юни 2020 г. по Hulu.